# Du sang chez les taoïstes
Du sang chez les taoïstes est un film issu du détournement du film hongkongais Forbidden Killing ou Sha jie réalisé par Wang Ping, sorti en 1971 en France.

## Fiche technique
- Titre original : 殺戒 / Forbidden Killing
- Réalisation : Wang Ping
- Scénario : Chia Kuo
- Société de production : Cathay Organisation
- Genre : Wu xia pian, comédie
- Durée : 80 minutes
- Dates de sortie : 
  - Hong Kong : 10 octobre 1970
  - France : 22 septembre 1971

## Distribution
- Melinda Chen
- Chang Pin
- Chu Mu
- Wang Sum

## Commentaires
Film détourné par Ines Tan et René Vienet dans le cadre des actions subversives et révolutionnaires de l'Internationale situationniste de Guy Debord en 1972.